# LG Group
LG Group (кор. LG그룹) — четвёртая по величине южнокорейская финансово-промышленная группа (в Южной Корее такие группы называются чеболь). Основные направления деятельности — электроника, химическая продукция и телекоммуникационное оборудование.
Штаб-квартира находится в Сеуле, Республика Корея, кроме того, у компании более 200 представительств и подразделений в 80 странах мира.
LG образована в результате слияния компаний Lucky (樂喜 — счастливая) и Goldstar (金星 — Венера). Было принято решение назвать новую компанию Lucky-Goldstar, что позже сократили до аббревиатуры LG. Лозунг компании «Life’s Good» возник уже на её основе.
В апреле 2021 года стало известно, что компания продолжит поддерживать флагманские смартфоны даже после закрытия подразделения по выпуску мобильных устройств и продолжит выпускать для устройств обновления с новыми версиями операционной системы Android.

## Общие сведения[3]
Генеральный директор — Ку Бон-Му (Koo Bon-Moo). 20 мая 2018 года Ку Бон-Му (Koo Bon-Moo) скончался в Сеуле в возрасте 73 лет. Управлял компанией на протяжении 23 лет начиная с 1995 года. В связи с ухудшением здоровья Ку Бон-Му передал управление компанией младшему брату Ку Бон-Чжуну, занимающему должность вице-председателя.
Общий объём продаж в 2010 году — 141 триллион корейских вон (~ 124,2 млрд $)
Общее число сотрудников — свыше 200 000.
В состав группы входит 44 компании:
| Электроника                | Химия                      | Телекоммуникации                                                 |
| -------------------------- | -------------------------- | ---------------------------------------------------------------- |
| LG Electronics             | LG Chem                    | LG U+                                                            |
| LG Display                 | LG Hausys                  | LG CNS                                                           |
| LG Innotek                 | LG Household & Health Care | LG N-Sys                                                         |
| Hiplaza                    | LG Sports                  |                                                                  |
| Hi Logistics               | LG MMA                     | LG Solar Energy                                                  |
| System Air-Con Engineering | LG Polycarbonate           | LG International                                                 |
| HITELESERVICE              | THEFACESHOP                | LG Management Development Institute: Economic Research Institute |
| Haitai HTB                 | SEETEC                     | LG Management Development Institute: Academy                     |
|                            | HANKOOK Beverage           | CS Leader                                                        |
|                            | Hausys ENG                 | CS ONE Partner                                                   |
|                            | DIAMOND PURE WATER         | Ucess Partners                                                   |
|                            |                            | SERVEONE                                                         |
|                            |                            | KONJIAM YEWON Co.,Ltd.                                           |
|                            |                            | DACOM Crossing                                                   |
|                            |                            | DACOM Multimedia Internet                                        |
|                            |                            | TWIN WINE                                                        |
|                            |                            | A•IN                                                             |
|                            |                            | G2R                                                              |
|                            |                            | HS Ad                                                            |
|                            |                            | L. Best                                                          |
|                            |                            | V-ENS                                                            |
|                            |                            | BIZTECH & EKTIMO                                                 |
|                            |                            | Pixdix                                                           |

## История компании

### 1947—1959
Рождение компании.
| 1947 | 5 января Ку Ин-Хвэ (Koo In-hwoi) регистрирует в Сеуле небольшую фирму Lak Hui Chemical Industries, которая специализируется на производстве бытовой химии и косметических средств. Первой продукцией компании становится крем для лица.                                           |
| 1948 | Ассортимент компании расширяется. Создаётся первая косметическая лаборатория. |
| 1952 | Lak Hui первой в Корее начинает выпуск пластмасс. |
| 1953 | Сфера деятельности компании расширяется. Основана Lak Hui Industry (в настоящее время — LG International Co.). |
| 1954 | Выпущена первая кремообразная зубная паста под названием Lucky. Она пользовалась такой популярностью в Южной Корее, что впоследствии любую зубную пасту здесь стали называть Lucky.                                                                                               |
| 1956 | Lak Hui выпускает первую в Корее ПВХ-трубу. |
| 1958 | При поддержке президента Республики Южная Корея основана компания Goldstar (впоследствии — LG Electronics), дочернее подразделение компании Lak Hui Chemical Industries. Основное направление деятельности новой компании — производство бытовой техники и электронной продукции. |
| 1959 | Goldstar Co. выпускает первый в Южной Корее транзисторный радиоприёмник, |

### 1960—1969
Старт и развитие ключевых направлений деятельности.
| 1960 | Компания Goldstar наладила выпуск электрических вентиляторов. Благодаря выпуску новой продукции компания заняла лидирующее положение на рынке страны. |
| 1961 | Началось производство корейских телефонов. |
| 1962 | Goldstar первой из корейских компаний начинает экспортировать радиоприёмники за границу. Открывает первую в Южной Корее кредитную линию. |
| 1963 | Первые электрические фены южнокорейского производства сделаны в Goldstar. |
| 1964 | Goldstar создаёт первый автоматический телефонный коммутатор для обслуживания скорой помощи в Корее. |
| 1965 | Goldstar выпущен первый холодильник. |
| 1966 | Произведён первый в Корее чёрно-белый телевизор. |
| 1967 | Lak Hui разработал первый шампунь. Ку Инхве совместно с компанией Caltex построил нефтеперерабатывающий завод. |
| 1968 | Создан первый домашний кондиционер. |
| 1969 | Выпущены первый корейский лифт и первая в Корее стиральная машина. С 1969 года начался новый этап в развитии компании. Правление по традиции перешло к Ку Джагёну — сыну основателя компании Ку Инхве. К тому моменту (в 1966 году) компания Lak Hui Chemical Industries была переименована в Lucky Chemical Ind, руководство которой, а также всеми дочерними фирмами и взял на себя Ку Джагён. Объединённая группа компаний получила название Lucky Group. |

### 1970—1979
Экспансия.
| 1970 | Lak Hui Chemical Industrial Corp. первой в Корее разрабатывает искусственную кожу. |
| 1971 | Принято решение о начале производства цветных телевизоров. Куплена Pusan Munhwa — первая частная телекомпания Южной Кореи. |
| 1973 | Основан институт Yonam Educational Institute. Goldstar Co., Ltd. разрабатывает первый в Корее кассетный магнитофон. |
| 1974 | Goldstar Electric под руководством Ку Джагёна сделала инвестиции в производство полупроводников, что впоследствии позволило ей начать выпуск собственных микросхем и создать полный производственный цикл электронной продукции. Lak Hui переименована в Lucky Co., Ltd. |
| 1975 | Завершено строительство фабрики по производству цветных телевизоров в городе Куми (Gumi). Создан первый в Южной Корее исследовательский центр (Central Research and Development Institute). Создан первый в Южной Корее кнопочный телефон.                               |
| 1976 | Основана компания Goldstar Precision Industry (впоследствии — LG Innotek Co., Ltd.) |
| 1977 | Goldstar выпустила первый в Южной Корее цветной телевизор. Начато производство первого в Корее оптоволокна. |
| 1978 | Объём экспорта Goldstar превышает 100 млн $. Lucky первой в Корее начинает производство пластиковых окон (ПВХ) |
| 1979 | Goldstar выпускает первый кассетный видеомагнитофон. |

### 1980—1989
Глобализация и разработка новых технологий.
| 1980 | Lucky начинает производство первых южнокорейских дисперсных красителей. |
| 1981 | Lucky Engineering выпускает первый корейский компьютер, Goldstar разрабатывает первый цифровой видеомагнитофон. |
| 1982 | Goldstar выпускает первую в Корее цветную видеокамеру. В городе Хантсвилле (шт. Алабама, США), открывается завод Goldstar America Inc., с производством цветных телевизоров, видеомагнитофонов и микроволновых печей. Это первый южнокорейский завод, находящийся за рубежом. |
| 1983 | Lucky первой в Корее начинает выпуск технической продукции из пластика. Goldstar выпускает первый в Корее компакт-диск плеер. |
| 1984 | Goldstar запускает в Корее первое многоканальное телевидение. |
| 1985 | Goldstar Cable разрабатывает первые лазерные головки в Корее. Налажено производство первой в Южной Корее и второй в мире видеокамеры формата 8 мм. Lucky первой в Корее синтезирует витамин E.                                                                                |
| 1986 | Goldstar открыла в Германии первый в Европе завод по производству видеомагнитофонов. Lucky выпускает новое поколение пестицидов, не загрязняющих окружающую среду. |
| 1987 | Lucky первой в Корее разрабатывает кремниевую подложку. |
| 1989 | Основаны совместные предприятия на Филиппинах, в Таиланде, Великобритании, Египте, Италии и Индонезии. Goldstar Industrial Systems разрабатывает четвёртого в мире ультраточного робота с прямым приводом.                                                                    |

### 1990—1999
Великие инновации на пороге нового тысячелетия.
| 1990 | Открылся дизайн-центр в Ирландии. Объявлены философия компании и её стратегия на XXI век. |
| 1991 | Основана Lucky Goldstar Welfare Foundation (впоследствии LG Welfare Foundation). Lucky первой в мире начала коммерческое использование полиформальдегида. |
| 1992 | Lucky создала в Китае совместное предприятие по производству косметики. |
| 1993 | Во Вьетнаме создано совместное предприятие по производству оптического кабеля. |
| 1994 | Goldstar приобрела 57 % акций американской телевизионной компании Zenith Electronics, фактически лишив США последнего производителя телевизионной техники. В этом же году компания Goldstar приобрела 3 % акций американской компании 3DO Corporation. Goldstar и японская компания ALPS основали научно-исследовательскую лабораторию Frontec и сосредоточили усилия на создании активных ЖК-матриц, плазменных панелей и плазменных технологий. Lucky первой в мире разработала стириловые дисперсные красители. |
| 1995 | Ку Джагён решил объединить все существовавшие бренды (Lucky, Goldstar и т. д.) под единым названием LG, поскольку старое имя компании не соответствовало её стратегии по завоеванию мирового рынка. В результате компания Goldstar стала называться LG Electronics. Председателем совета директоров корпорации LG Group стал Ку Бонму — сын ушедшего на пенсию Ку Джагёна. |
| 1996 | LG заключает контракт с IBM. Инженеры этих компаний стали совместно заниматься совершенствованием мультимедийных технологий, разработали мощные игровые приставки с трёхмерной графикой. LG открывает LG Sangnam Library, первую цифровую библиотеку Кореи. LG выходит на индийский рынок. В 1996 году LG Electronics провозгласила новую стратегию, которая получила название «Прыжок в 2005 год» (LEAP 2005). Компания поставила перед собой цель к 2005 году повысить количество и качество выпускаемой продукции и получать 50 % своего дохода от продаж на мировом рынке. Кроме того, по планам компании, её годовой оборот к 2005 году должен был составлять 40 млрд долларов. |
| 1997 | LG Electronics создала первую в мире микросхему для производства цифровых телевизоров. LG Chem Ltd. выпускает первые в мире гербицидные материалы. |
| 1998 | LG выходит на рынок Германии. Выпущена первая в мире 60-дюймовая плазменная панель. |
| 1999 | LG Electronics Inc. разрабатывает самую тонкую плазменную панель в мире. |

### 2000—2012
Прыжок в будущее.
| 2000 | Открыт Центр искусств LG |
| 2001 | LG Electonics представила первый в Южной Корее ЖК-телевизор с диагональю 20,1 дюйма. LG начинает развивать идею цифрового дома и выпускает микроволновую печь и кондиционер с возможностью выхода в Интернет. LG начинает экспорт плазменных панелей. LG Electronics первой в мире начала производство органических люминесцентных экранов для мобильных телефонов.                                       |
| 2002 | LG Philips LCD (в настоящее время — LG Display) начинает производство первых в мире TFT-LCD пятого поколения. |
| 2003 | LG Electronics и Thomson заключают договор о стратегическом партнёрстве в области производства плазменных панелей. LG реорганизуется в холдинг. LG Life Science лекарство «Factive» получает одобрение комиссии США. |
| 2004 | LG Electronics создала первый в мире ЖК-телевизор с диагональю 55 дюймов. LG Electronics разработала первый цифровой мультимедийный телефон с функцией вещания. LG Electronics представила 3G мобильные телефоны для Hutchison. |
| 2005 | Выпущен первый в мире плазменный телевизор с диагональю 102 дюйма. LG Electronics восемь лет подряд остаётся лидером мировых продаж оптических устройств для хранения данных. LG Electronics открывает электронный читальный зал в Российской национальной библиотекеLG Electronics разрабатывает самый быстрый в мире 3D-телефон.                                                                        |
| 2006 | LG Electronics получает награду за дизайн мобильного телефона Chocolate в Гонконге. LG Electronics объявляет о выпуске самой тонкой в мире системы кондиционирования. LG Innotek разрабатывает самый тонкий в мире LCD (1,48 мм). LG Electronics объявляет о создании самого тонкого плоскопанельного телевизора. LG Electronics создала первый ЖК-телевизор с диагональю 42 дюйма с разрешением Full HD. |
| 2007 | LG Electronics второй год подряд является лидером мирового рынка CDMA оборудования. |
| 2008 | LG.Philips LCD разрабатывает первую в мире гибкую цветную электронную бумагу диагональю 14,1". LG демонстрирует первые в мире технологии MIMO 4G и 3G LTE LG представляет новый образ бренда и связанный с ним принцип: «Стильный дизайн и умные технологии для комфортной жизни наших потребителей». |
| 2009 | LG занимает третье место в мире среди поставщиков мобильных телефонов. |
| 2010 | LG выпускает первый в мире смартфон с двухъядерным процессором (LG Optimus 2X). Анонсирован первый ультратонкий 3D-телевизор от LG. |
| 2011 | LG выпускает первый в мире смартфон с поддержкой 3D (LG Optimus 3D). LG Display выпускает первый в мире 3D-телевизор на основе технологии FPR. |
| 2012 | LG выпускает самый тонкий и самый большой в мире 55-дюймовый 3D OLED-телевизор Также, совместно с Google, LG выпускает Nexus 4 |

## Спонсорская и благотворительная деятельность

### Спорт
С 2000 по 2002 год компания LG осуществляла спонсорскую поддержку английским футбольным клубам «Лестер Сити» и «Вэйсайд Роверс» (Гилфорд), а в настоящее время является спонсором английского футбольного клуба «Фулхэм». LG также поддерживает футбольный клуб «Фримантл» (Австралийская футбольная лига), клуб «Кронулла шаркс» Австралийской национальной регбийной лиги и аргентинский клуб «Бока Хуниорс». В 2002 году в Москве прошёл Кубок LG по футболу.
LG также является одним из главных спонсоров игры в крикет. Компания поддерживает Международный совет по крикету и спонсирует Кубок мира по крикету.
В 2001—2003 годах компания спонсировала Гран-при по снукеру, который в это время назывался «Кубок LG».
В 2008 году LG стала спонсором фестиваля сноубординга «FSO4 Freeze», а в январе 2009 года — глобальным и технологическим партнёром Формулы-1.

### Культура и образование
В настоящее время компания LG является спонсором London Fashion Week и поддерживает центр LG Arena в Бирмингеме.
В Мексике компания учредила стипендии для получения среднего образования для способных студентов из малоимущих семей. В Казахстане LG открыла компьютерные классы для детей, во Вьетнаме, Таиланде и России организовала телевизионное шоу «Викторина чемпионов LG», а на Украине — шоу «LG Эврика». В Корее компания LG проводит программу «Уроки науки для детей» для подростков из малоимущих семей и программу «Передвижные научные классы LG» для школ в удалённых горных районах.

### «Партнёрство надежды»
С апреля 2009 года компания LG принимает участие в социальной программе в поддержку Африки «Партнёрство надежды», ежегодно перечисляя на протяжении трёх лет по одному миллиарду корейских вон (760 000 $) на содействие проектам ВПП ООН в помощь голодающим Кении и Эфиопии.

### Производственные мощности
LG Group обладает большими производственными мощностями в Южной Корее, Китае, Тайване, Тунисе, Филиппинах, Индонезии, Индии, России, США, Таиланде, Вьетнаме, Мексике, Германии, Италии, Перу, Эстонии, Латвии, Литве, Польше и Афганистане.

## GoldStar в настоящее время
С 2013 года в России вновь появилась бытовая техника под маркой GoldStar. Однако данная продукция никакого отношения к LG не имеет. Законность использования старого бренда остаётся под вопросом.